# Далтонски план
Далтонски план је прогресиван образовни модел који је створила Хелен Паркхерст 1920. године у Далтону, Масачусетс, САД. Оригинална школа коју је основала Паркхерст, сада под називом „Далтонска школа“, налази се у Њујорку,једна је од првих петнаест пратећих школа у САД, са просеком од 30% ученика прихваћених на универзитетима као што су „Станфорд“ и „МИТ“.
Захваљујући јединствености и успеху Далтонског образовног плана, Паркхерст је добила бројне награде и признања од влада Кине, Холандије, Јапана, Данске и других држава. Такође је добила награду од краљице Италије, царице Јапана и краљице Холандије. Далтонски план се сада примењује у преко 200 школа широм света, укључујући и неке од најелитнијих школа. Према речима Хелен Паркхерст, када је ученику дата одговорност за извођење посла, он инстинктивно тражи најбољи начин да то постигне. Дискусија помаже да се разјасне његове идеје, али и његов план поступка, а када дође до краја, завршено достигнуће оличава све што је размишљао и осећао.

## Циљеви Далтонског плана
Далтонски план је заснован на снажном уверењу Хелен Паркхерст да кад год деца имају одговорност за њихово учење, инстинктивно траже најбољи начин да то постигну и изврше своје одлуке са фокусом и ригорозношћу, што доводи до успеха. На основу овог уверења, по дефиницији Хелен Паркхерст и Далтонске школе на Менхетну, циљеви Далтонског плана су:
- Прилагођавање програма сваког ученика његовим потребама, интересима и способностима;
- Промовисање независности и поузданости; и
- Побољшање друштвене способности ученика и осећај одговорности према другима.

Да би се постигли ови циљеви, Паркхерст је развила троделни модел који реорганизује образовање од наставника до центра са више деце, преносећи критичне одговорности у учењу од наставника до детета. 
Ова три дела, односно „дом“ задатак и лабораторија, формирају критичну, структуралну основу Далтон едукације. Кроз ова три дела наставници и ученици раде заједно на индивидуалним циљевима који развијају ум, тело и дух.

## Основе Далтонске едукације
Постоје два важна начела у концепту Далтонског плана:
- Укидање фронталног образовања
- Уверење да су студенти способни самостално да развијају садржај учења

Ови принципи резултирају Далтонским наставним аранжманом, у контексту којих студенти самостално развијају предметни садржај.Три основна начела која је Хелен Паркхерст формулирала 1925. године гласе овако:
- Слобода ученика у учењу
- Сарадња студената
- Контролисано планирање рада и имплементација

Ово захтева увођење такозваних далтонских фаза, које се надовезују са редовним инструкцијама. Ове далтонске фазе се одвијају у специјално дизајнираним лабораторијама.

## Организација наставе по Далтонском плану
У Далтонском плану, наставни план је подељен на мале радне пакете, који се дају ученицима за обраду у облику недељних или месечних планова са конкретним радним упутствима. Студенти самостално одлучују о томе колико дуго раде на којим деловима плана рада. Међутим, у одређеном временском периоду морају испунити све задатке. Да би ученицима била понуђена аутономија у процесу обраде, намештене су специјализоване собе, у којима се поред различитих медија налази и специјализирани наставник. Сваки ученик мора да остане у специјалној соби по свом избору током Далтон фазе и да ради на одговарајућим задацима. Студент одлучује да ли жели да ради сам или у групама. Ако је потребно, може се тражити помоћ наставника.

## Посебне одлике Далтонског плана
Студенти који се подучавају по Далтонском плану морају у почетку потписати уговор о учењу са одговарајућом школом. У том случају су наведена права и обавезе. На почетку школске године, или квартално, студенти добијају листу својих резултата учења, који морају да попуне до наведеног датума. У овој поставци, ученици могу обележити завршене задатке учења, тако да увек имају преглед предстојећих задатака.
Писани студијски водичи (задаци), просторије специфичне за предмет (лабораторије), као и присутни наставници подржавају рад ученика. Слободна комуникација и сарадња студената је дозвољена и изричито пожељна.
Евалуација перформанси се врши искључиво подношењем писаних резултата рада. Упутство са усменим учешћем, које дозвољава оцењивање, не постоји у школи Далтонског плана.

## Дом
Према Далтонском плану, сваки студент припада мањој заједници, Дому, у оквиру веће школе. Дом је група у којој би свако дете учило, под надзором разредног наставника, вештине које је требало да буду успешни део групе. Кућа је основна база за сваког далтонског ученика. Водич наставе у Дому тренира и помаже ученицима, развијајући блиске односе с студентима и родитељима који припадају његовом Дому.
Организација Дома и функција наставника Дома се мењају док студенти сазре. У вртићу, Дом се састоји од ученика истог узраста. Учитељи у Дому су кључни наставници у учионицама. У оквиру Дома, одржавају се предавања. Време се троши на директно упутство и објашњавање садржаја и вештина које су основне и фундаменталне. Група у Дому је мала, како би се осигурала индивидуална пажња и флексибилност. Док деца похађају основну и касније средњу школу, насавник у Дому ће деловати више као саветник, за разлику од учитеља у учионици.

## Задатак
Задатак је ефективни уговор о учењу између ученика и наставника, који дефинише рад који ученик мора да заврши у договореном временском року. Далтонски задатак је јединствено структуриран и дизајниран да:
- Објасни студентима крупан план и сврху рада;
- Буде интердисциплиниран кад год је то могуће да би деци омогућио да виде знање као целину, а не као самостални школски предмет
- Обезбеди довољну подршку у смислу питања која воде, предлози истраживања и добро дефинисане прекретнице и рокови;
- Дозволи прилагођавање индивидуалним интересима, предностима и потребама; и
- Промовише интернационализацију и прецизност управљања временом и организационих вештина.[1]

## Лабораторија
Лабораторијско време је време током недељног распореда за ученике намењено за рад са наставницима појединачно или у малим групама. Ово је време за истраживање, директно искуство и сарадњу. Време се може користити за завршавање задатака, праћење тема од интереса или учење. Такво време се зове лабораторија, јер, како је објаснила Хелен Паркхерст, ученици експериментишу и слободно раде на њиховом послу.
У средњој школи, студенти добијају значајан степен слободе и независности како да структуирају своје лабораторијско време, како би завршили своје задатке и друге циљеве учења. Искуство и истраживање указују на то да омогућавајући ученицима да преузму одговорност за сопствено учење, развијају не само управљање временом и независност, већ унутрашњу мотивацију услед задовољства и аутономије такве одговорности. Корак по корак им се пружа могућност да одлучују о образовању, о учењу и у том процесу откривају како да идентификују своје интересе и преузму одговорност за њихово спровођење.

## Далтонски план данас
Данас, као и ранијих година, Далтон је посвећен образовању студената у складу са Далтонским планом који је развила Хелен Паркхерст. Ова јединствена филозофија образовања, заједно са финим објектима и посвећеним факултетом, наставља да унапређује углед Далтона као једне од најиновативнијих и најуспешнијих образовних институција у држави.